# Желтыргузов, Азамат Кайратович
Азама́т Кайра́тович Желтыргу́зов (род. 29 июня 1986, Талды-Курган) — казахский оперный певец (баритон), преподаватель Казахского национального университета искусств,Заслуженный деятель Республики Казахстан (2011).

## Биография
Окончив в 2001 году музыкальную школу имени Н. Тлендиева в Талдыкоргане, учился на кафедре хорового дирижирования (класс Л. И. Терентьевой), с 2005 года — на кафедре сольного пения (класс профессора К. Н. Омарбаева) Казахской Национальной академии музыки, которую окончил в 2009 году со степенью бакалавра вокального искусства.
С 2006 года — солист Филармонии (Астана), одновременно с 2007 года — солист оперы Национального театра оперы и балета имени К. Байсеитовой.
С 2009 года преподаёт на кафедре сольного пения Казахского национального университета искусств (с 2012 года — заведующий кафедрой). В 2010 году стажировался у народного артиста СССР профессора Е. Е. Нестеренко.
Входил в состав жюри Международного фестиваля-конкурса детского и юношеского творчества «Просторы Вдохновения» (Астана, 2013, 2014).

## Творчество
Выступает в Казахстане, гастролировал в США (с ансамблем скрипачей «Капричии»), России, КНР, Японии, Турции, Швейцарии, ОАЭ, Саудовской Аравии, Иордании, Белоруссии, Австрии, Индии, Южной Корее, Киргизии. В репертуаре А.Желтыргузова арии, романсы, народные песни зарубежных, русских, казахских композиторов.
В 2007 г. исполнил партию баритона в Mecce Des-dur Станислава Монюшко на III Международном фестивале польской музыки (Краков).
Оперные партии, Национальный театр оперы и балета имени К. Байсеитовой
- Омар — «Камар-сулу» Е. Р. Рахмадиева
- Абай — «Абай» А. К. Жубанова, Л. А. Хамиди
- Бекежан — «Кыз Жибек» Е. Г. Брусиловского
- Кокенай — «Калкаман-Мамыр» Б.Кыдырбека
- Онегин — «Евгений Онегин» П. И. Чайковского
- Роберт — «Иоланта» П. И. Чайковского
- Монтан — «Отелло» Дж. Верди
- Белый клоун — «Волшебная музыка» М. А. Минкова
- Жермон — «Травиата» Дж. Верди

## Награды и премии
- 1-я премия XXVI Республиканского конкурса молодых исполнителей (Шымкент, 2005)
- 2-я премия VIII международного конкурса «Очарование романса» (Шымкент, 2005)
- специальный приз «Тілеп» и приз «Надежда» республиканского конкурса вокалистов им. К. Байсеитовой (Астана, 2005)
- 2-я премия I Межрегионального конкурса им. Г. Жубановой (Астана, 2005)
- 2-я премия I Международного конкурса «Жұбанов көктемі — 2006» (Актобе, 2006)
- золотая медаль IV Молодёжных Дельфийских игр государств — участников СНГ (Астана, 2006)[5]
- 1-я премия IX Международного конкурса «Шабыт» (Астана, 2006)
- специальный приз Польской академии музыки на VI Международном конкурсе вокалистов им. С. Монюшко (Варшава, 2007)
- диплом и приз «Начало» I Международного конкурса баритонов имени Павла Лисициана (Москва, 2008)
- Гран-при и приз Акима города Астана на I Международном конкурсе имени Нургисы Тлендиева (Астана, 2008)
- 1-я премия XXIII Международного конкурса «Молодые таланты» (Сан-Бартоломео, Италия, 2008)
- 4-я премия Международного конкурса «Золотой дуб» (Италия, 2008)
- участник XI фестиваля оперного искусства Тюркских стран «Тюрксой» (Мерсин, Турция; Гирне, Кипр; 2008)
- 2-я премия VII Международного конкурса имени Н. Сабитова (Уфа, 2008)
- участник Рождественского фестиваля (Гштад, Швейцария; 2008)
- 4-я премия VI Международного конкурса вокалистов имени Мирьям Хелин (Хельсинки, 2009)
- Гран-при IV Международного конкурса вокалистов Б. Тулегеновой (Алматы, 2010)
- 1-я премия I Международного конкурса вокалистов памяти А. В. Неждановой (Одесса, 2010)
- Гран-при V Международного конкурса вокалистов имени Бюль-Бюля (Баку, 2010)
- Государственная молодёжная премия «Дарын» (2010)
- Заслуженный деятель Республики Казахстан (2011)
- 1-я премия Международного конкурса оперных певцов им. Марии Биешу (Кишинёв, 2012)
- 1-я премия и специальный приз V Международного конкурса камерных певцов им. Г. В. Свиридова (Курск, 2014)[6]
- 1-я премия IV Международного конкурса Камерных певцов и концертмейстеров им. Рустема Яхина (Казань, Татарстан РФ 2015)
- Почетная грамота  Президента Республики Казахстан Н.А. Назарбаева  2015
- Лауреат Международной премии «Содружество дебютов» СНГ (Бишкек, Кыргызстан 2016)
- Лауреат фонда Первого Президента Республики Казахстан- Лидера Нации Н. А. Назарбаева  (Астана, Казахстан 2016)
- Ассоциированный профессор Министерство образовании и науки Республики Казахстан (Астана, Казахстан 2016)
- Профессор Казахского Национального университета искусств (Астана, Казахстан 2017)
- 2-я премия  и четыре специальных приза XIII  Международного конкурса А. Хачатуряна (Ереван, Армения 2017)
- 2020 (5 октября) — Медаль «Народная благодарность» («Халық алғысы»)[7]
- Премия «Звёзды Содружества» (2022).